# 케냐 실링
실링(ISO 4217 코드: KES, 또한 KSh도 사용됨)은 케냐의 통화이다. 1 실링은 100 센트로 나뉜다. 케냐 실링은 동아프리카 지역에서 가장 안정되고 강력한 통화이기에 현지에서도 선호되며 국외에서도 주로 불안정한 지역인 소말리아나 남수단에서 많이 사용된다.

## 역사
케냐 실링은 1966년에 동아프리카 실링을 같은 비율로 대체하였다.

## 동전
첫 동전은 5, 10, 25, 50센트, 1, 2 실링의 종류로 1966년에 발행되었다. 25센트 동전은 1969년 이후 주조되지 않았고 2 실링 동전은 1971년 마지막으로 주조되었다. 1985년, 5 실링 동전이 도입되었고 이어 10 실링 동전은 1994년, 그리고 20 실링 동전은 1998년에 도입되었다.
1966년부터 1978년까지 케냐의 초대 대통령 음제 조모 케냐타의 초상화가 모든 케냐의 동전 표면에 새겨졌다. 1980년에는 새로운 동전 시리즈가 도입된 2005년까지 다니엘 아랍 모이의 초상화로 대체되었다. 그 뒤에는 초대 대통령 케냐타의 초상화가 다시 들어가게 되었다. 동전은 스테인리스 철로 된 50 센트와 1 실링과 바이메탈 주화인 5, 10, 20 실링이었다. 키바키 대통령의 초상이 함께 있는 바이메탈 40 실링 동전은 독립한 지 40주년 기념일 (1963-2003) 을 기념하기 위해 2003년에 발행되었다.

## 지폐
1966년, 케냐 중앙은행은 5, 10, 20, 50, 100 실링의 종류로 지폐를 발행했다. 5 실링 지폐는 1985년에 동전으로 대체되었다. 10 실링 지폐는 1994년, 20 실링 지폐는 1998년에 동전으로 대체되었다. 1986년, 200 실링 지폐가 도입되었고 이어 500 실링은 1988년, 그리고 1000 실링 지폐는 1994년에 도입되었다.
동전의 경우, 음제 조모 케냐타의 모습이 1978년까지 발행된 지폐에 삽입되었다. 1980년에는 그의 얼굴이 다니엘 아랍 모이의 초상화가 삽입되었다. 2003년에 음와이 키바키가 5, 10, 20 실링 지폐에서 모이의 얼굴을 케냐타의 그림으로 대체하여 한동안 유통시켰다. 새로운 시리즈의 지폐는 케냐타가 나타났던 50, 100, 200, 500, 1000 실링의 종류로 도입되었다. 2003년 12월 12일의 발행 때에는 "1963-2003년 독립 40주년"을 기념하였다. 지폐는 나이로비 지역에서 델라루 (구 토마스 델라루)에 의해 인쇄되었다.

## 같이 보기
- 케냐의 경제